# شعب الياغان

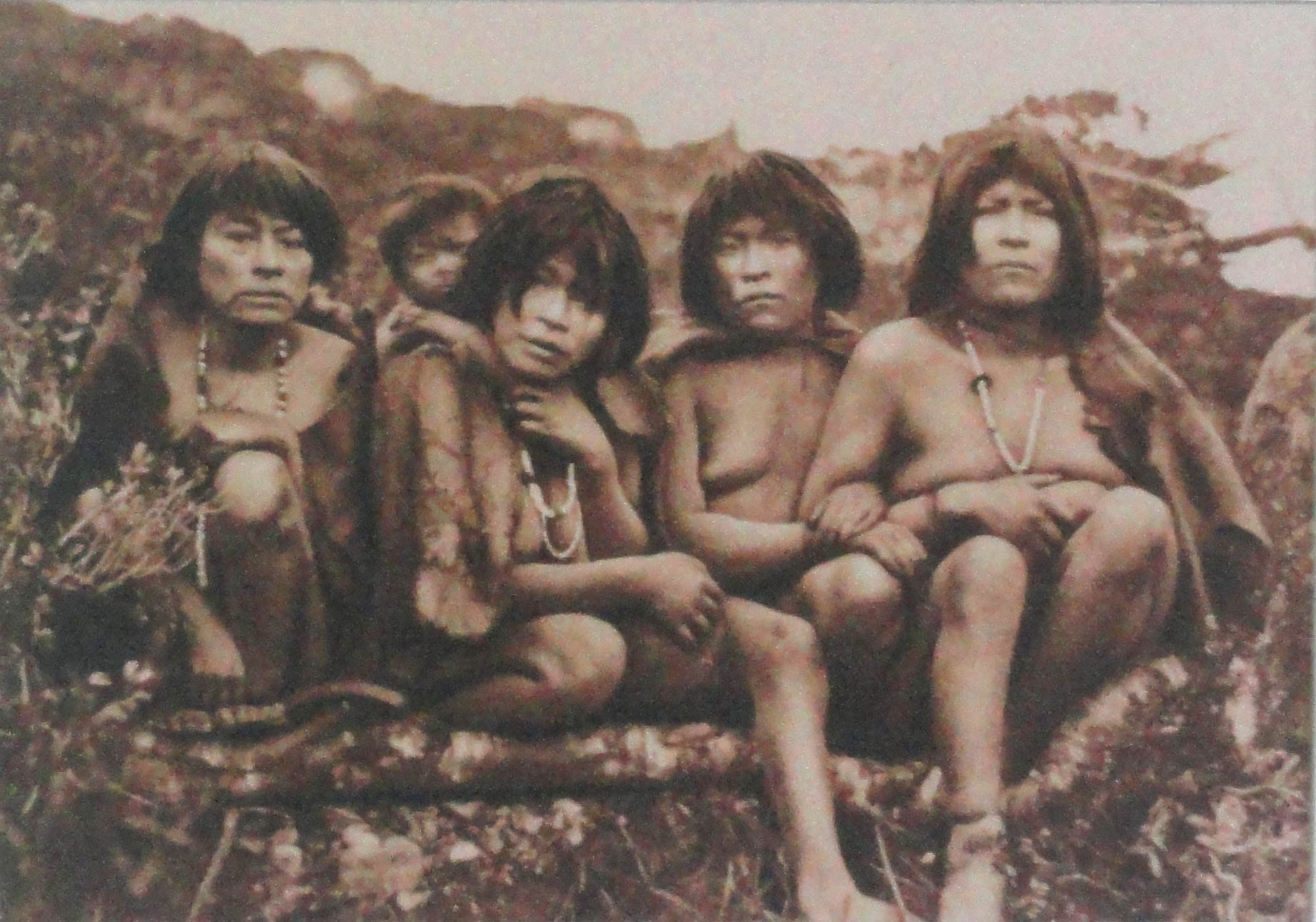
شعب الياغان، 1883

الياغان، ويُسمّون أيضاً ياهغان، يامانا أو تقينيكا، هي واحدة من الشعوب الهندية القاطنة في المخروط الجنوبي لأمريكا اللاتينية والذين يُعتبرون الشعب الساكن لأقصى جنوب في الأرض. أقاليمهم التقليدية تتضمن جزر جنوب الجزيرة الكبرى لأرض النار ويتوسع وجودهم إلى كايب هورن، ويعود تواجدهم إلى أكثر من 10,000 سنة.

عُرفوا عند الإنكليز بالفوجيين، لكن قد تم تفادي هذه التسمية لأنها يُمكن أن تدل على شعوب هندية متعددة سكنت أرض النار. (حالياً السالك'نام هم ساكنة الجزء الشمال-شرقي لأرض النار). البعض منهم ما زال يتكلم لغة الياغان، والتي تُعتبر لغة معزولة، لكن أغلبهم يتكلمون الإسبانية. حتى 2012، تعتبر كريستينا كالديرون التي تعيش في أقاليم الشيلي، آخر الياغان ذووا الدماء الأصلية وآخر متحدّثة بلغة الياغان. تقليدياً الياغان هم شعب بدوي، صيّادون وجامعون. قد ارتحلوا بقوارب الكانو فيما بين الجُزر لتجميع الأكل: الرجال يصطادون أسد البحر، بينما النساء يغوصون لتجميع المحار.

## التكيف مع المناخ
رغم المناخ البارد الذي كانوا يعيشون فيه، لم يرتدي الياغان سوى القليل من الملابس أو لم يرتدوها أبدًا حتى امتد اتصالهم مع الأوروبيين. كانوا قادرين على تحمل المناخ القاسي لأنهم:
1. أبقوا أنفسهم دافئين عبر الاحتشاد حول النيران الصغيرة وقتما استطاعوا، حتى في قواربهم للبقاء دافئين. تم إطلاق اسم «أرض النيران (تيرا ديل فويغو)» نظرًا لكثرة النيران التي رآها المستكشفون الأوروبيون لدى عبورهم.
2. استغلوا التكوينات الصخرية لحماية أنفسهم من عوامل الطقس.
3. غطوا أنفسهم بالشحم الحيواني.[4]
4. مع مرور الوقت، طوروا لديهم مستوى أيضٍ أعلى من أقرانهم من البشر، ما سمح لهم بتوليد حرارة داخلية أكبر.
5. كانت القرفصاء هي وضعية الراحة الطبيعية لديهم، وهي ما تؤدي إلى تقليل مساحة سطحهم والمساعدة في الحفاظ على حرارة الجسم.[4]

## شعب الياغان الأوائل
رُبما دفع الأعداء في الشمال الياغان إلى هذه المنطقة غير المضيافة. اشتُهر هذا الشعب باللامبالاة التامة أمام الطقس البارد في تييرا ديل فويغو. بالرغم من امتلاكهم النار ومآوٍ مقببة، إلا أنهم اعتادوا البقاء عراةً بشكل كامل. كانت النساء تسبحن في المياه الباردة بحثًا عن المحار. غالبًا ما شوهدوا نائمين في العراء دون مأوىً ولا ثياب، في حين كان الأوروبيون يرتعشون تحت البطانيات. ادعى باحث تشيلي أن متوسط حرارة أجسادهم كانت أعلى من متوسط حرارة الأوربيين بدرجة على الأقل.
يؤكد المؤرخ ماتيو مارتينيك في كتابه «كرونيكا دي لاس تييراز ديل كانال بيغل (تاريخ الأراضي الجنوبية لقناة بيغل)»، وجود خمس مجموعات تتبع شعب ياغان: واكيمالا على ضفتي قناة بيغل من ينديغايا إلى بورتو روبالو وعلى قناة موراي؛ أوتومالا الممتدة بين بويرتو ويليامز (كما تسمى اليوم) إلى جزيرة بيكتون؛ إنالومالا على قناة بيغل من بونتا ديفايد إلى بريكنوك؛ إلالومالا في الجزر الجنوبية الغربية، من خليج كوك إلى كيب هورن الخاطئ (فالسو كابو)؛ يسكومالا في الجزر حول كيب هورن.
أقام الياغان العديد من المستوطنات المؤقتة، ولكن غالبًا مُعاد استخدامها، في تييرا ديل فويغو. عُثر على موقع أثري للياغان يعود للحقبة الميغاليثية في خليج ولوايا. أطلق عليه سي. ميشيل هوغان «باهيا وولايا دوم ميدنز».

## الاحتكاك الأوروبي
ترك الياغان انطباعات قوية عند كل الذين قابلوهم، بمن فيهم فرديناند ماجلان، وتشارلز داروين، وفرانسيس دريك، وجيمس كوك، وجيمس ودل ويوليوس بوبر.
جاء المستكشف البرتغالي فرديناند ماجلان إلى المنطقة المحيطة بتييرا ديل فويغو في أوائل القرن السادس عشر، إلا أن الأوروبيين لم يبدوا اهتمامًا بالمنطقة وشعوبها قبل القرن التاسع عشر. يقدر عدد الياغان بنحو 3000 نسمة في منتصف القرن التاسع عشر، عندما بدأ الأوروبيون باستعمار المنطقة.
تولى الضابط البريطاني روبرت فيتز روي منصب قائد سفينة بيغل في نوفمبر عام 1828، وواصل رحلتها الاستقصائية الأولى. في الليلة التي تلت 28 يناير من العام 1830، سرق فويجيون (جماعة من الياغان) قارب صيد تابعًا للسفينة، وبعد ما يزيد عن شهر من البحث المضني الذي أخذ فيه معه مرشدين وثم سجناء فروا بغالبهم، وأخذ في نهاية المطاف رجلًا (أطلق عليه اسم «يورك مينستر» يقدر عمره بنحو 26 عامًا) وفتاة صغيرة (أطلق عليها اسم «فويجيا باسكيت» يقدر عمرها بنحو 9 سنوات) كرهائن. بعد أسبوع، احتجز شابًا آخر رهينة (أطلق عليه اسم «بوت ميموري»، يقدر عمره بنحو 20 عامًا)، وفي 11 اسحتجز جيمي بوتون البالغ من العمر 14 عامًا تقريبًا. نظرًا لاستحالة وضعهم على الشاطئ بسهولة، قرر «تهذيب الرعاع». علمهم «اللغة الإنجليزية.. حقائق المسيحية الواضحة.. واستخدام أدوات شائعة» وأخذهم مع عودة بيغل إلى إنجلترا. توفي بوت ميموري، ولكن الآخرين اعتُبروا «متحضرين» بما فيه الكفاية ليمثلوا في محكمة لندن في صيف عام 1831. في الرحلة الثانية الشهيرة لسفينة بيغل، أُعيد الفويجيون الثلاثة إلى أرض وطنهم برفقة ثلاثة مبشرين مدربين.